# クレア・デインズ
クレア・デインズ（Claire Danes, 1979年4月12日 - ）は、アメリカ合衆国の女優。本名は「クレア・キャサリン・デインズ（Claire Catherine Danes）」。
これまでに、エミー賞を3度、ゴールデングローブ賞を4度受賞している。

## 来歴

### 生い立ち
ニューヨークのマンハッタンで生まれ、ソーホーで育つ。父親は写真家、母親は芸術家。幼い頃からバレエを学び、リー・ストラスバーグ・インスティチュートとアクターズ・スタジオで演技を学んだ。

### キャリア
1994年に『若草物語』で映画デビュー。同年放送のテレビシリーズ『アンジェラ 15歳の日々』でゴールデングローブ賞主演女優を受賞し、一躍脚光を浴びる。1996年にレオナルド・ディカプリオと共演した『ロミオ+ジュリエット』でアイドル的な人気を得る。
2007年にはブロードウェイ劇『ピグマリオン』のイライザ・ドゥーリトル役で舞台デビューしている。
2007年からパトリック・ウィルソンと共にGAPのCMに出演。2008年秋からはグッチのファイン ジュエリーの広告塔に起用される。
2010年、『テンプル・グランディン 自閉症とともに』でエミー賞主演女優賞とゴールデングローブ賞主演女優賞受賞、翌年の『HOMELAND』で二年連続ゴールデングローブ賞主演女優賞受賞の快挙を達成。
清純派のイメージが強いためヌードシーンを演じることが少ない。

### 私生活
1998年にイェール大学に進学し、心理学を専攻していたが、女優業に専念するため退学した。
歌手のベン・リーと6年ほど交際したが2003年に破局。2004年からは映画で共演した俳優のビリー・クラダップと交際をはじめたが、クラダップは恋人のメアリー＝ルイーズ・パーカーの妊娠中に彼女と別れてデインズと交際しだしたため、二人の交際はゴシップの的となった。二人は結局2006年12月に破局。
2009年2月に『いつか眠りにつく前に』で共演したイギリスの俳優ヒュー・ダンシーと婚約。2009年9月にフランスで結婚式を挙げた。2012年、第一子妊娠を発表し、12月に男児（Cyrus Michael Christopher Dancy）が生まれた。2015年、ハリウッド・ウォーク・オブ・フェームに選出される。2018年8月に次男が誕生している。

## 批判
1998年に『ブロークダウン・パレス』撮影時に訪れたフィリピンに対して、「マニラには下水道がなくてゴキブリの臭いがする。腕や足、目や歯がない人がいる」や「不気味で気持ち悪い」という発言をした。これに対して、フィリピン政府はクレア・デインズが出演している全ての映画の永久上映禁止、またジョセフ・エストラーダ大統領（当時）は永久入国禁止まで言い渡した。本人は「誤解だった」と釈明し、イェール大学で外交学を学ぶ意向があるとした。しかしフィリピン政府は「永久に許すつもりは無い」と言明している。

## 主な出演作品
備考にテレビとないものは映画作品。
| 公開年      | 邦題 原題                                            | 役名                       | 備考 | 吹き替え                                                    |
| ----------- | ---------------------------------------------------- | -------------------------- | --- | ----------------------------------------------------------- |
| 1994        | 若草物語 Little Women                                | ベス・マーチ               | | 佐々木優子                                                  |
| 1994        | アンジェラ 15歳の日々 My So-Called Life              | アンジェラ・チェイス       | テレビシリーズ ゴールデングローブ賞主演女優賞受賞                                                             | 高橋紀恵                                                    |
| 1995        | キルトに綴る愛 How to Make an American Quilt         | グラディ・ジョー（若い頃） | | 田中敦子                                                    |
| 1995        | ホーム・フォー・ザ・ホリデイ Home for the Holidays   | クローディアの娘           | |                                                             |
| 1996        | プラトニック・ゲーム I Love You, I Love You Not      | デイジー                   | 日本未公開 |                                                             |
| 1996        | ロミオ+ジュリエット Romeo + Juliet                   | ジュリエット               | | 坂本真綾（ソフト版・テレビ朝日版） 大坂史子（フジテレビ版） |
| 1997        | 自由な女神たち Polish Wedding                        | ハーラ                     | VHS版のみ「ハッピー・ウェディング」という副題が後に付く                                                       |                                                             |
| 1997        | もののけ姫                                           | サン                       | 英語版の声優 （日本語版の石田ゆり子に該当）                                                                   |                                                             |
| 1997        | Uターン U Turn                                       | ジェニー                   | | 氷上恭子                                                    |
| 1997        | レインメーカー The Rainmaker                         | ケリー・ライカー           | 小林優子 |                                                             |
| 1998        | レ・ミゼラブル Les Misérables                        | コゼット                   | 小林さやか |                                                             |
| 1999        | モッド・スクワッド The Mod Squad                     | ジュリー                   | 日本未公開 | 本田貴子                                                    |
| 1999        | ブロークダウン・パレス Brokedown Palace              | アリス                     | | 冬馬由美                                                    |
| 2002        | 17歳の処方箋 Igby Goes Down                          | スーキー                   | 林真里花 |                                                             |
| 2002        | めぐりあう時間たち The Hours                         | ジュリア・ヴォーガン       | 浅井晴美 |                                                             |
| 2003        | ターミネーター3 Terminator 3: Rise of the Machines   | ケイト・ブリュースター     | 林真里花（劇場公開版・ソフト版） 魏涼子（日本テレビ版）                                                       |                                                             |
| 2003        | アンビリーバブル It's All About Love                 | エレナ                     | 日本未公開 |                                                             |
| 2005        | 幸せのポートレート The Family Stone                  | ジュリー・モートン         | | 本田貴子                                                    |
| 2005        | Shopgirl/恋の商品価値 Shopgirl                       | ミラベル                   | 日本未公開 |                                                             |
| 2007        | 消えた天使 The Flock                                 | アリソン・ラウリー         | | 林真里花                                                    |
| 2007        | スターダスト Stardust                                | イヴェイン                 | 魏涼子 |                                                             |
| 2007        | いつか眠りにつく前に Evening                         | アン                       | 魏涼子 |                                                             |
| 2009        | 僕と彼女とオーソン・ウェルズ Me and Orson Welles     | ソニヤ・ジョーンズ         | |                                                             |
| 2010        | テンプル・グランディン 自閉症とともに Temple Grandin | テンプル・グランディン     | テレビ映画 エミー賞主演女優賞受賞 ゴールデングローブ賞主演女優賞受賞                                          |                                                             |
| 2011 - 2020 | HOMELAND Homeland                                    | キャリー・マティソン       | テレビシリーズ 主演兼プロデューサー ゴールデングローブ賞主演女優賞受賞 プライムタイム・エミー賞主演女優賞受賞 | 岡寛恵（シーズン6まで） 小林さやか（シーズン7）             |
| 2017        | ブリグズビー・ベア Brigsby Bear                      | エミリー                   | |                                                             |
| 2022        | バツイチ男の大ピンチ! Fleishman Is in Trouble        | レイチェル                 | メイン |                                                             |
| 2023        | フル・サークル Full Circle                           | サム・ブラウン             | Maxミニシリーズ                                                                                               |                                                             |